# Heinkel HeS 3
Le Heinkel HeS 3, de l'allemand : « Heinkel Strahltriebwerke » (« Moteur à réaction Heinkel »), fut le premier moteur à réaction au monde à propulser un avion. Conçu par Hans von Ohain lorsqu'il travaillait chez Heinkel-Hirth Motorenwerke, le moteur prit l'air pour la première fois comme système de propulsion principal du Heinkel He 178 le 27 août 1939, piloté par Erich Warsitz. Bien qu'ayant été un succès, le moteur produisait vraiment trop peu de poussée pour être réellement utile, et les travaux commencèrent pour la mise au point d'un moteur plus puissant pouvant être produit en série, le Heinkel HeS 8.

## Conception et développement

### HeS 3
La conception du HeS 3 fut largement dérivée de celle du HeS 1, mais le moteur fut cette fois converti pour brûler du carburant liquide, au lieu de l'hydrogène gazeux employé dans son prédécesseur. La première conception du HeS 3 était similaire à celle du HeS 1, avec un compresseur axial à un étage et huit pales précédent un compresseur centrifuge à seize pales. L'air compressé était ensuite amené à une chambre de combustion annulaire située entre les compresseurs et la turbine, ce qui rendait le moteur un peu plus long. La turbine était radiale et dotée de douze pales. Le premier exemplaire fut testé sur banc aux alentours de mars 1938, mais ne parvint pas à produire la poussée souhaitée, car un compresseur et une chambre de combustion trop petits avaient été utilisés, afin de réduire la surface frontale du moteur.
Une version améliorée, le HeS 3b, était doté d'un compresseur axial à quatorze pale, précédant le compresseur centrifuge à seize pales. Afin de minimiser le diamètre du moteur, la partie la plus large de la chambre de combustion annulaire fut alignée avec le carénage entourant le compresseur axial, le plus petit des deux compresseurs du moteur. À la sortie du compresseur centrifuge, l'air été redirigé vers l'avant, puis tourné de 180 degrés pour s'écouler dans la chambre de combustion. Le flux des gaz brûlés était ensuite tourné de 90 degrés pour s'écouler radialement dans les pales de la turbine. Bien qu'il ne fut pas aussi compact que le moteur initial, le HeS 3b était bien plus simple de conception. Le carburant était utilisé pour refroidir le roulement à billes arrière du moteur, ce qui permettait également de préchauffer ce carburant.
Le moteur fut achevé début 1939 et fut testé en vol vers le mois de juillet de la même année sur l'un des prototypes restants du bombardier en piqué Heinkel He 118. Les vols de tests furent menés dans le plus grand secret, l'appareil décollant et atterrissant avec un moteur à hélice, et les vols n'étant effectués qu'au petit matin, avant que les autres employés arrivent à l'usine. Les tests furent effectués avec beaucoup de précautions, mais le moteur finit par brûler sa turbine.
Un deuxième moteur fut achevé, juste après la fin de l'assemblage de la structure du He 178, et il fut donc décidé de passer directement aux essais en vol. Un court saut fut effectué le 24 août 1939 pendant les essais de roulage à grande vitesse, suivi d'un vol réel le 27 août, le premier vol d'un avion propulsé uniquement par réaction. Les tests continuèrent et en novembre l'avion fut présenté aux officiels du Ministère de l'Aviation du Reich (RLM), dans l'espoir de rassembler des fonds pour le développement d'un moteur plus gros, mais ce dernier objectif ne fut pas atteint.
Hans Mauch (en), chargé du développement des moteurs au Ministère de l'Air allemand expliqua plus tard à Von Ohain, qu'en vérité le RLM avait été extrêmement impressionné, mais que le ministère était inquiet au sujet de l'équipe de projet de Heinkel, et qu'il doutait qu'elle ait suffisamment d'expérience pour prendre en charge le développement d'un nouveau moteur. Ensuite, aidé de Helmut Schelp, ils visitèrent en secret les locaux de plusieurs constructeurs de moteurs aéronautiques afin d'essayer de démarrer des programmes de recherches chez eux. Mauch quitta son poste en 1939, laissant Schelp seul aux commandes. Celui-ci ne fut pas aussi impatient de trouver un constructeur au moteur, et commença immédiatement à apporter des fonds à l'entreprise Heinkel pour produire un moteur plus puissant.

### HeS 6
Les travaux sur une version plus grande, le HeS 6, démarrèrent immédiatement, et le moteur fut testé sous le ventre d'un Heinkel He 111 plus tard en 1939. L'essai fut concluant, avec une poussée produite juste supérieure à 590 kgp (5,79 kN), une masse augmentant de 360 à 420 kg, et une consommation spécifique de carburant restant inchangée, à 1,6 kg/kgf. Le diamètre du moteur était toujours trop important pour directement substituer les moteurs HeS 30 (109-006) sur le chasseur He 280, et le concept fut abandonné en faveur d'un moteur plus compact, le HeS 8, utilisant une solution à flux direct pour la combustion du mélange air-carburant.